# Kalyra gililpi
Kalyra gililpi är en insektsart som beskrevs av Otte, D. och R.D. Alexander 1983. Kalyra gililpi ingår i släktet Kalyra och familjen Mogoplistidae. Inga underarter finns listade i Catalogue of Life.